# Cacá (futebolista de 1999)
Carlos de Menezes Júnior (Visconde do Rio Branco, 25 de abril de 1999), mais conhecido como Cacá, é um futebolista brasileiro que atua como zagueiro. Atualmente joga pelo Corinthians.

## Carreira

### Cruzeiro

#### Categoria de base
Nascido em Visconde do Rio Branco, chegou às categorias de base do Cruzeiro em junho de 2014. Progredindo na base, se tornou o capitão do time no título do Campeonato Mineiro sub-20 em 2018.

#### Profissional
Promovido ao time profissional em março de 2018, ganhou seu primeiro título no profissional fazendo parte do elenco campeão do Campeonato Mineiro 2018. Fez a sua estreia no profissional, e na Série A, no dia 14 de outubro, jogando os 90 minutos na derrota fora de casa por 2 a 0 para o Vasco da Gama. Três dias depois, ficou no banco no jogo de volta da final da Copa do Brasil 2018, com seu time derrotando o Corinthians por 2–1 e sendo campeão.
Em 20 de abril de 2019, foi campeão do Campeonato Mineiro 2019. Inicialmente reserva de Dedé e Léo no Campeonato Mineiro 2019, Cacá passou a atuar com maior regularidade no campeonato. Marcou seu primeiro gol no profissional em 31 de outubro de 2019, na vitória por 2-0 contra o Botafogo, no Estádio Nilton Santos, pelo Campeonato Brasileiro 2019. Terminou o campeonato com 20 jogos, enquanto seu time sofria o primeiro rebaixamento.
No dia 6 de janeiro de 2020, renovou seu contrato com o Cruzeiro até dezembro de 2022. Em 7 de novembro de 2020, chegou a marca de 50 jogos com a camisa do Cruzeiro. Em 17 de março de 2021, se despediu da Raposa rumo ao Japão.

### Tokushima Vortis
Em 14 de fevereiro de 2021, foi anunciado pelo Tokushima Vortis com um contrato de quatro temporadas. A transação foi em torno de R$ 10,7 milhões por 100% dos direitos econômicos do atleta.

### Athletico Paranaense
No dia 21 de julho de 2023, foi anunciado pelo Athletico Paranaense por empréstimo até o meio de 2024. Fez a sua estreia com a camisa do Athletico no dia 1 de agosto de 2023, na derrota por 3-1 contra o Bolívar, pela Copa Libertadores 2023. Também foi seu primeiro jogo na Libertadores. Marcou seu primeiro gol com a camisa do furacão no dia 27 de agosto de 2023, no empate por 2-2 contra o Fluminense, na Ligga Arena, pelo Campeonato Brasileiro 2023. Em 29 de fevereiro de 2024, se despediu do Athletico.

### Corinthians
Em 6 de março de 2024, assinou um contrato de empréstimo com o Corinthians até o final da temporada e com opção de compra em torno de 2 milhões de dólares (cerca de R$ 6,94 milhões) por 60% dos direitos econômicos. Foi anunciado no dia seguinte (7). Sua apresentação oficial aconteceu no dia 8 de março de 2024 no CT Joaquim Grava. Fez a sua estreia no dia 14 de março de 2024, na vitória por 2-0 contra o São Bernardo, no Estádio 1º de Maio, pela Copa do Brasil 2024. Marcou seu primeiro gol com a camisa do Corinthians em 28 de abril de 2024, na vitória por 3-0 contra o Fluminense, na Neo Química Arena, pelo Campeonato Brasileiro 2024.
Em 9 de janeiro de 2025, o Corinthians adquiriu o atleta em definitivo com um contrato de 4 temporadas. O zagueiro atingiu metas estipuladas e o Timão vai desembolsar 4 milhões de dólares (cerca de R$ 24 milhões) por 90% dos direitos econômicos do jogador. Em 27 de março de 2025, sagrou-se campeão do Campeonato Paulista 2025 após o empate contra o Palmeiras por 0x0, porém o jogo de ida o Corinthians venceu por 1-0.

## Estatísticas
Atualizadas até 03 de agosto de 2025.
| Clube                | Temporada         | Campeonato nacional | Campeonato nacional | Campeonato nacional | Copa nacional[a] | Copa nacional[a] | Copa nacional[a] | Competições continentais[b] | Competições continentais[b] | Competições continentais[b] | Outros torneios[c] | Outros torneios[c] | Outros torneios[c] | Total | Total | Total   |
| Clube                | Temporada         | Jogos               | Gols                | Assist.             | Jogos            | Gols             | Assist.          | Jogos                       | Gols                        | Assist.                     | Jogos              | Gols               | Assist.            | Jogos | Gols  | Assist. |
| -------------------- | ----------------- | ------------------- | ------------------- | ------------------- | ---------------- | ---------------- | ---------------- | --------------------------- | --------------------------- | --------------------------- | ------------------ | ------------------ | ------------------ | ----- | ----- | ------- |
| Cruzeiro             | 2018              | 2                   | 0                   | 0                   | —                | —                | —                | —                           | —                           | —                           | —                  | —                  | —                  | 2     | 0     | 0       |
| Cruzeiro             | 2019              | 20                  | 1                   | 0                   | —                | —                | —                | —                           | —                           | —                           | —                  | —                  | —                  | 20    | 1     | 0       |
| Cruzeiro             | 2020              | 22                  | 1                   | 1                   | 3                | 1                | 0                | —                           | —                           | —                           | —                  | —                  | —                  | 34    | 2     | 1       |
| Cruzeiro             | Total             | 44                  | 2                   | 1                   | 3                | 1                | 0                | —                           | —                           | —                           | —                  | —                  | —                  | 56    | 3     | 1       |
| Tokushima Vortis     | 2021              | 26                  | 1                   | 0                   | 3                | 1                | 0                | —                           | —                           | —                           | —                  | —                  | —                  | 29    | 2     | 0       |
| Tokushima Vortis     | 2022              | 33                  | 2                   | 1                   | 7                | 0                | 0                | —                           | —                           | —                           | —                  | —                  | —                  | 40    | 2     | 1       |
| Tokushima Vortis     | 2023              | 10                  | 0                   | 0                   | —                | —                | —                | —                           | —                           | —                           | —                  | —                  | —                  | 10    | 0     | 0       |
| Tokushima Vortis     | Total             | 69                  | 3                   | 1                   | 10               | 1                | 0                | —                           | —                           | —                           | —                  | —                  | —                  | 79    | 4     | 1       |
| Athletico Paranaense | 2023              | 19                  | 2                   | 0                   | —                | —                | —                | 1                           | 0                           | 0                           | —                  | —                  | —                  | 20    | 2     | 0       |
| Athletico Paranaense | Total             | 19                  | 2                   | 0                   | —                | —                | —                | 1                           | 0                           | 0                           | —                  | —                  | —                  | 20    | 2     | 0       |
| Corinthians          | 2024              | 26                  | 4                   | 1                   | 4                | 2                | 0                | 9                           | 0                           | 0                           | —                  | —                  | —                  | 40    | 6     | 1       |
| Corinthians          | 2025              | 13                  | 2                   | 0                   | 2                | 0                | 0                | 3                           | 0                           | 0                           | 7                  | 0                  | 0                  | 25    | 2     | 0       |
| Corinthians          | Total             | 39                  | 6                   | 1                   | 6                | 2                | 0                | 12                          | 0                           | 0                           | 7                  | 0                  | 0                  | 65    | 8     | 1       |
| Total na carreira    | Total na carreira | 171                 | 13                  | 3                   | 19               | 4                | 0                | 13                          | 0                           | 0                           | 7                  | 0                  | 0                  | 219   | 17    | 3       |

- a. ^ Jogos da Copa do Brasil, Copa do Imperador e Copa da Liga Japonesa
- b. ^ Jogos da Copa Libertadores e Copa Sul-Americana
- c. ^ Jogos do Campeonato Paulista

## Títulos
Cruzeiro
- Copa do Brasil: 2018[carece de fontes?]
- Campeonato Mineiro: 2018 e 2019[carece de fontes?]

Corinthians
- Campeonato Paulista: 2025[carece de fontes?]